# Nicole van de Vosse
Nicole van de Vosse (* 16. Juni 2004 in Deventer) ist eine niederländische Volleyballspielerin. Die Außenangreiferin spielt seit 2023 bei den Ladies in Black Aachen.

## Karriere
Van de Vosse begann ihre Karriere in ihrer Heimatstadt bei Avior Deventer. Anschließend spielte sie bei Alterno Apeldoorn und beim Talentteam Papendal. 2022 erreichte sie mit der niederländischen U19-Nationalmannschaft den vierten Platz bei der Europameisterschaft. Danach wechselte die Diagonalangreiferin zum VC Zwolle. 2023 nahm sie mit dem niederländischen Nationalteam an der U21-Weltmeisterschaft teil. Zur Saison 2023/24 wurde van de Vosse vom deutschen Bundesligisten Ladies in Black Aachen verpflichtet. In der Saison 2023/24 kamen die Ladies in Black ins Pokal-Viertelfinale gegen Allianz MTV Stuttgart. In der Bundesliga mussten sie als Tabellenletzter der Zwischenrunde auf die Playoffs verzichten. Auch in der Saison 2024/25 spielt van de Vosse für die Ladies in Black.